# John Edward Williams
John Edward Williams (29 d'agost de 1922 – 3 de març de 1994) va ser un escriptor, editor i professor estatunidenc, conegut per les seves novel·les Stoner (1965) i Augustus (1972), amb la qual va guanyar el Premi Nacional del Llibre dels EUA. Tot i que la seva obra no és gens extensa, aconseguí un reconeixement progressiu pòstum com a escriptor.

Williams va néixer a la petita localitat texana de Clarksville, prop del Red River. Després d'exercir diverses ocupacions en diaris i emissores de ràdio, Williams es va enrolar en l'exèrcit el 1942, durant dos anys i mig com a sergent a l'Índia i Birmània. Diversos anys després de la Segona Guerra Mundial va anar a la Universitat de Denver, on va obtenir el seu títol bachelor el 1949, i el màster el 1950. Durant aquest període va publicar la seva primera novel·la, Nothing But the Night (1948), i la seva primera col·lecció de poemes, The Broken Landscape (1949). La tardor de 1950 Williams va anar a la Universitat de Missouri, on va exercir com a professor i va obtenir el doctorat en 1954. El 1955 va passar a dirigir el programa d'escriptura creativa de la Universitat de Denver.
La seva segona novel·la va ser Butcher's Crossing (1960), que parla de la vida en un poble de la frontera de Kansas a la dècada del 1870. A aquest llive va seguir English Renaissance Poetry: A Collection of Shorter Poems (1963), una antologia de poesia que Williams va compilar i prologar. El seu segon llibre de poemes, The Necessary Lie, va aparèixer el 1965, any en què Williams va esdevenir editor de la revista literària University of Denver Quarterly, fins al 1970. També el 1965 es va publicar la seva tercera novel·la, Stoner, sobre la vida i la vocació d'un professor de literatura, amb elements autobiogràfics. La més coneguda de les seves obres és la seva quarta novel·la, Augustus, guanyadora del National Book Award de ficció el 1973.
Després de jubilar-se de la Universitat de Denver el 1986, Williams es va traslladar amb la seva dona a Fayetteville, Arkansas, on va viure fins a la seva mort d'una fallada respiratòria el 3 de març de 1994. La seva cinquena novel·la, The Sleep Of Reason, va quedar inacabada.

## Obra publicada
Novel·les
- Nothing But the Night (1948)
- Butcher's Crossing (1960), traduït al català per Edicions 62 (2013)[3]
- Stoner (1965)
- Augustus (1972, Premi Nacional del Llibre dels EUA)[2]

Poesia
- The Broken Landscape: Poems (1949)
- The Necessary Lie (1965)